# Demon (Rhetor)
Demon, Sohn des Demomeles aus dem Demos Paiania, war ein Neffe des Demosthenes und Priester des örtlichen Asklepios-Kultes.
Demon war wahrscheinlich identisch mit dem Rhetor Demon, dessen Auslieferung 335 v. Chr. von Alexander dem Großen gefordert wurde. Von Timokles wurde er im Zuge des Harpalosskandals der Bestechlichkeit beschuldigt. Er soll wie auch Demosthenes von Harpalos Bestechungsgelder angenommen haben, um diesen zu unterstützen. Demon beantragte 323 v. Chr., seinen in diesem Prozess verurteilten, Onkel Demosthenes nach Athen zurückrufen zu lassen.